# Teddy, l'orsacchiotto vagabondo
Teddy, l'orsacchiotto vagabondo è un film documentario del 1961 diretto da Massimo Pupillo.